# 鹹魚欄
鹹魚欄又寫成咸魚欄，為香港舊地名，位於香港島西營盤德輔道西、梅芳街、正街及桂香街一帶 ，於20世紀初期，該處的鹹魚及海味批發零售店鋪已經林立，當中8成以上的店舖都是售賣鹹魚。鹹魚欄於全盛時期，發展至有13個大欄商，合稱為「十三隆」。